# السلمة (الحيمة الخارجية)
السلمة هي إحدى قرى عزلة بني بجير بمديرية الحيمة الخارجية التابعة لمحافظة صنعاء، بلغ تعداد سكانها 307 نسمة حسب تعداد اليمن لعام 2004.